# (578834) 2014 GF54
(578834) 2014 GF54 est un objet transneptunien faisant partie des plutinos.

## Caractéristiques
Le diamètre de 2014 GF54 est estimé a environ 200 kilomètres.